# Salcia (okręg Aluta)
Salcia – wieś w Rumunii, w okręgu Aluta, w gminie Slătioara. W 2011 roku liczyła 393 mieszkańców.